# Maksymiwka (obwód czernihowski)
Maksymiwka (ukr. Максимівка) – wieś na Ukrainie, w obwodzie czernihowskim, w rejonie pryłuckim, w hromadzie Icznia. W 2001 liczyła 276 mieszkańców.